# Alan Capobianco
Alan Capobianco (La Matanza, Buenos Aires, Argentina, 13 de marzo de 1993) es un futbolista argentino que juega de mediocampista. Actualmente integra el plantel del Acassuso, de la Primera B Metropolitana.

## Trayectoria
Se inició en las divisiones infantiles de Vélez y luego pasó a Banfield, donde jugó más de 30 encuentros en la reserva; también fue Sparring de la Selección de Argentina.

## Clubes
| Club        | País      | Año           | PJ | Goles |
| ----------- | --------- | ------------- | -- | ----- |
| Banfield    | Argentina | 2011-2015     | 0  | 0     |
| El Porvenir | Argentina | 2016          | 11 | 1     |
| Acassuso    | Argentina | 2016-presente | 9  | 0     |

## Palmarés

### Campeonatos nacionales
| Título    | Club        | País      | Año  |
| --------- | ----------- | --------- | ---- |
| Primera D | El Porvenir | Argentina | 2016 |